# 위어드 알 얀코빅
앨프리드 매슈 "위어드 알" 얀코빅(Alfred Matthew "Weird Al" Yankovic, /ˈjæŋkəvɪk/, 1959년 10월 23일 ~ )은 미국의 싱어송라이터, 패러디 가수, 풍자 작가, 배우, 성우, 뮤직비디오 감독, 영화 프로듀서, 음악 프로듀서, 그리고 작가다. 미국 캘리포니아주 다우니에서 세르비아계 미국인의 자녀로 태어난 그는 주로 유명 가수들의 곡을 패러디 한 것으로 유명하다. 특히 마이클 잭슨의 곡 〈Beat It〉의 패러디 곡인 〈Eat It〉은 호주 차트 1위, 미국 차트 12위에 드는 등 패러디 곡으로서는 전무후무한 흥행을 기록했다.